# Drewniane meczety hypostylowe średniowiecznej Anatolii
Drewniane meczety hypostylowe średniowiecznej Anatolii (tur. Anadolu’nun Orta Çağ Dönemi Ahşap Hipostil Camileri) – obiekt kulturowy z listy światowego dziedzictwa UNESCO obejmujący pięć meczetów wzniesionych w Anatolii od końca XIII do połowy XIV wieku, znajdujących się na terenie pięciu różnych prowincji współczesnej środkowo-zachodniej Turcji.
Budynki charakteryzują się unikalną konstrukcją z murowanymi ścianami zewnętrznymi oraz rzędami drewnianych kolumn (hypostyl) znajdujących się wewnątrz, na których wsparte są drewniane stropy każdego meczetu. Wnętrza są bogato zdobione dekoracjami snycerskimi, rękodzielniczymi i malarskimi oraz z wykorzystaniem elementów wyposażenia. Budowle stanowią reprezentatywny przykład architektury islamskiej okresu seldżuckiego w Anatolii.
W 2018 roku obiekt znalazł się na tureckiej liście informacyjnej – liście obiektów rozważanych do zgłoszenia na listę światowego dziedzictwa UNESCO. Meczety wpisano na tę listę w 2023 roku podczas odbywającej się w Rijadzie 45. sesji Komitetu Światowego Dziedzictwa.

## Lokalizacja
Wpis seryjny na listę światowego dziedzictwa UNESCO o nazwie Drewniane meczety hypostylowe średniowiecznej Anatolii obejmuje pięć komponentów, którymi są zabytkowe meczety zbudowane między końcem XIII a początkiem XIV wieku, znajdujące się w pięciu różnych tureckich prowincjach w środkowej Anatolii. Należą do nich:
1. Wielki Meczet(inne języki) w Afyonkarahisarze (tur. Afyonkarahisar Ulu Camii), w prowincji Afyonkarahisar, zbudowany w latach 1272–1277,
2. Meczet Arslanhane(inne języki) (tur. Arslanhane Camii) w dystrykcie Altındağ(inne języki), w Ankarze, zbudowany w latach 1289–1290,
3. Wielki Meczet(inne języki) w Sivrihisarze(inne języki) (tur. Sivrihisar Ulu Camii), w prowincji Eskişehir, zbudowany w latach 1274–1275,
4. Meczet Mahmuda Beja(inne języki) (tur. Mahmut Bey Camii) w Kasabie(inne języki), w prowincji Kastamonu, zbudowany w latach 1366–1367,
5. Meczet Eşrefoğlu(inne języki) (tur. Eşrefoğlu Camii) w Beyşehirze, w prowincji Konya, zbudowany w latach 1296–1299.

Łączna powierzchnia wpisanego dobra wynosi 0,61 ha, natomiast łączny obszar stref buforowych wokół każdego z komponentów wynosi 36,66 ha. Wszystkie meczety podlegają ochronie na mocy tureckiej ustawy o ochronie dóbr kulturowych i przyrodniczych (tur. Kültür ve Tabiat Varlıklarını Koruma Kanunu) z 1983 roku.

## Charakterystyka
Wpisane na listę światowego dziedzictwa meczety to budowle, których ściany zewnętrzne są murowane, wykonane z ciosanych polnych kamieni, natomiast konstrukcje wnętrz wykonane są z drewna. Główne sale modlitewne każdego z budynków nakryte są płaskimi drewnianymi stropami składającymi się z belek biegnących prostopadle bądź równolegle do ściany kıbla (zawierającej mihrab). Stropy podparte są licznymi drewnianymi kolumnami, co tworzy wnętrza typu hypostylowego. Kapitele drewnianych kolumn są bogato zdobione drewnianymi mukarnasami lub marmurowymi spoliami, które – podobnie jak belki stropowe i podtrzymujące je konsole – są misternie i ręcznie malowane naturalnymi barwnikami zwanymi kalemişi.
Wnętrza meczetów zdobią również ręcznie wykonane kunsztowne dekoracje snycerskie, wykorzystane w elementach architektonicznych oraz elementach wyposażenia, np. minbarach; w części budowli zachowały się kunsztowne minbary z końca XIII wieku wykonane w technice kündekari (połączenia na wpust i pióro), na których znajdują się inskrypcje z nazwiskami rzemieślników, którzy je wykonali.
Meczety Arslanhane, Eşrefoğlu i Mahmuda Beja wzniesione są na planie podłużnym, bazylikowym, zaś wielkie meczety w Sivrihisarze i Afyonkarahisarze mają plan typu Kûfe (sakwy). Budowle pierwotnie kryte były płaskimi dachami ziemnymi, współcześnie wszystkie mają dachy dwuspadowe pokryte dachówkami, miedzią lub ołowiem.
Budynki zachowały wysoki stopień autentyczności oraz ciągle pełnią swoją pierwotną funkcję – regularnie odprawiane są w nich muzułmańskie modły.

## Galeria

Wnętrze Wielkiego Meczetu w Afyonkarahisarze (2012)
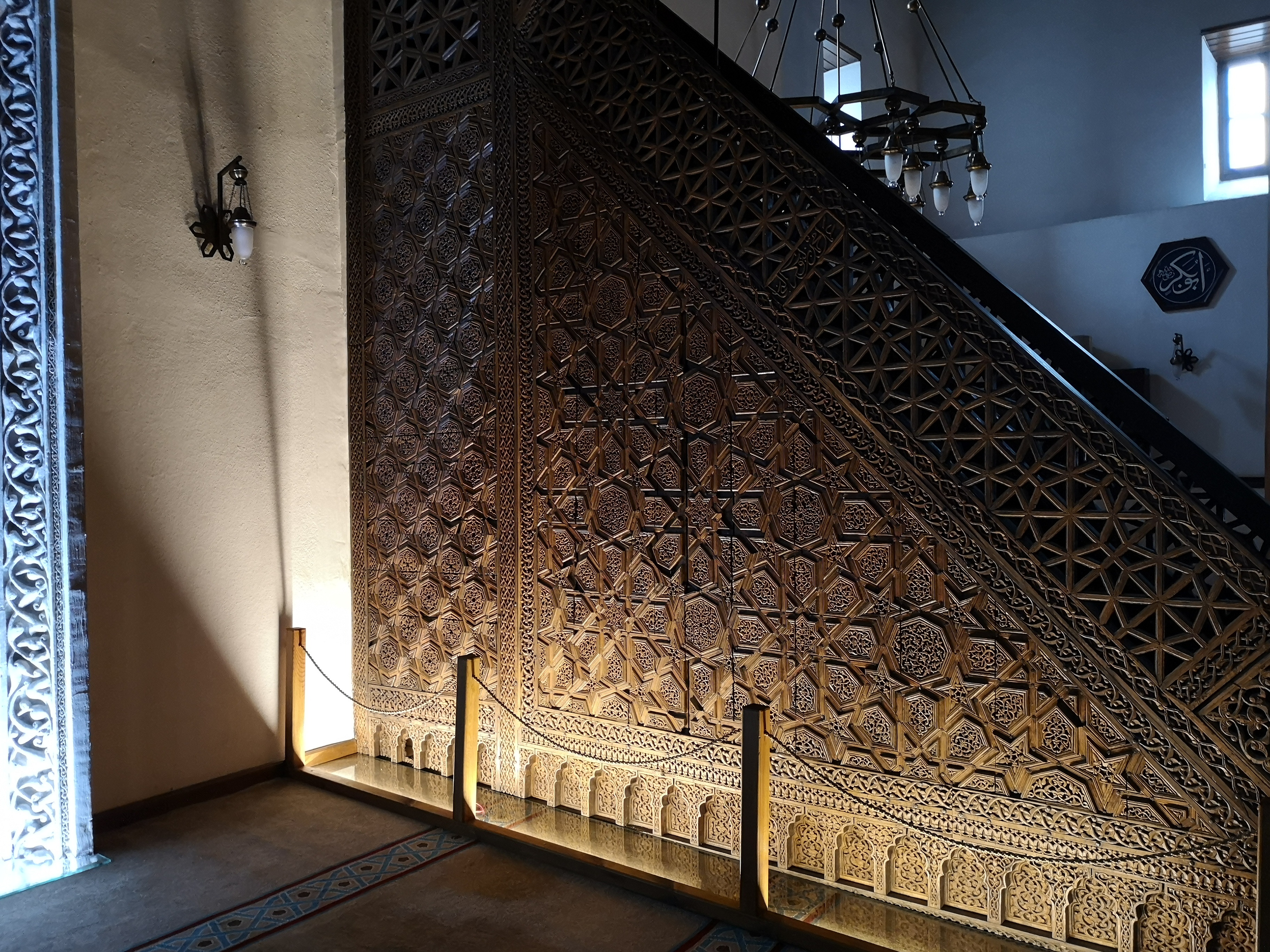
Meczet Arslanhane – bogato zdobiony minbar (2023)
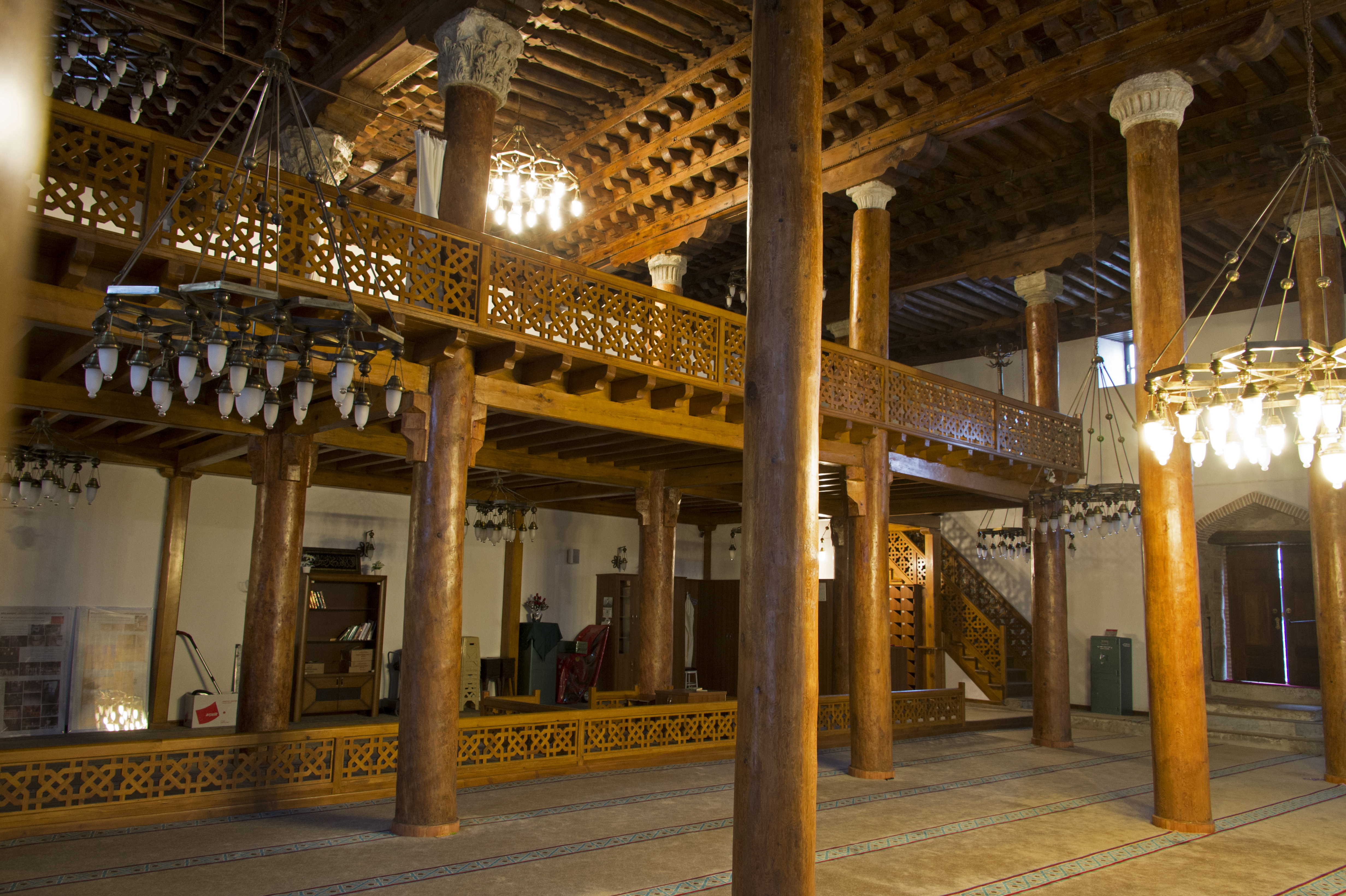
Wnętrze Meczetu Arslanhane (2014)
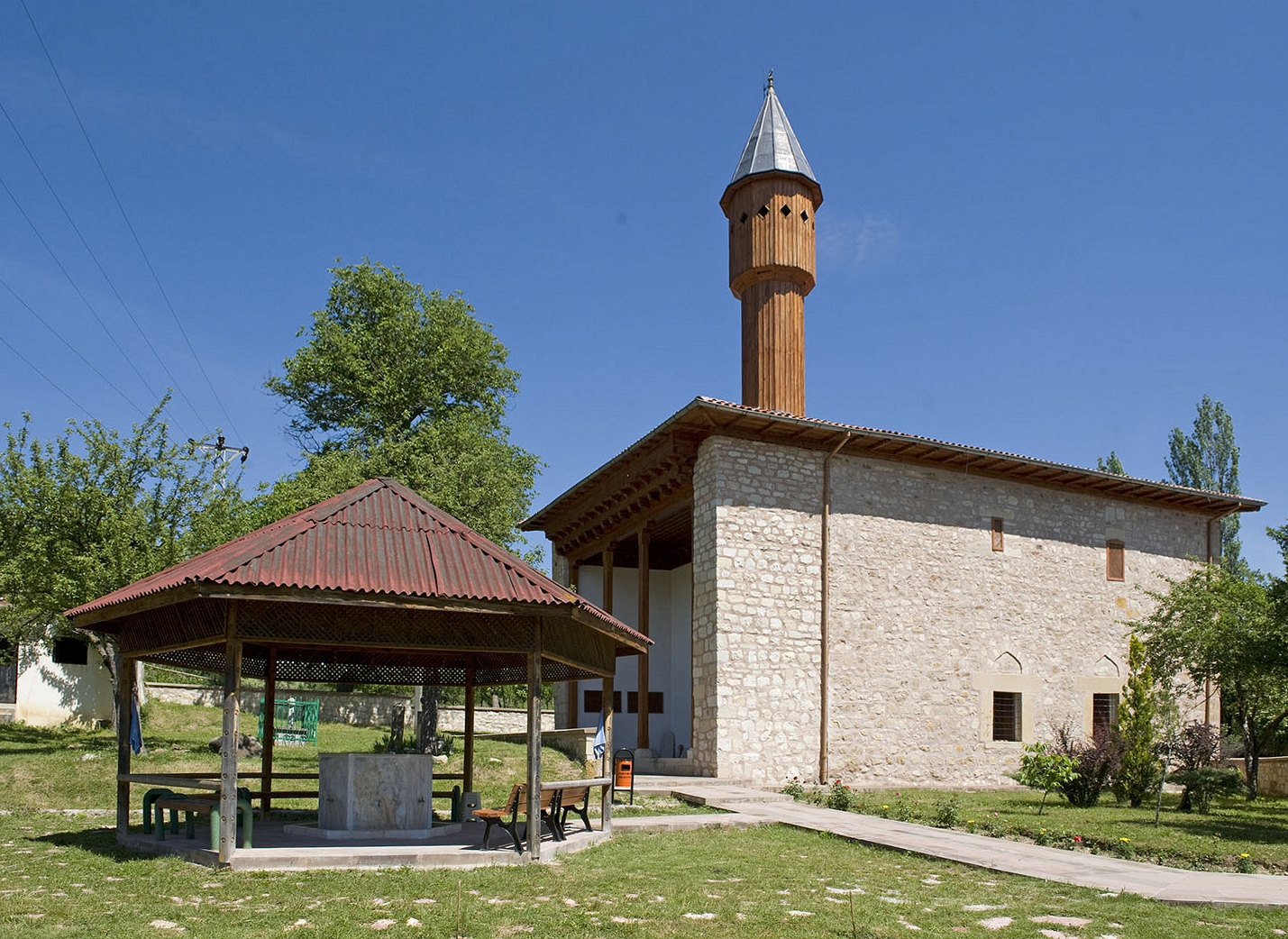
Meczet Mahmuda Beja (2009)
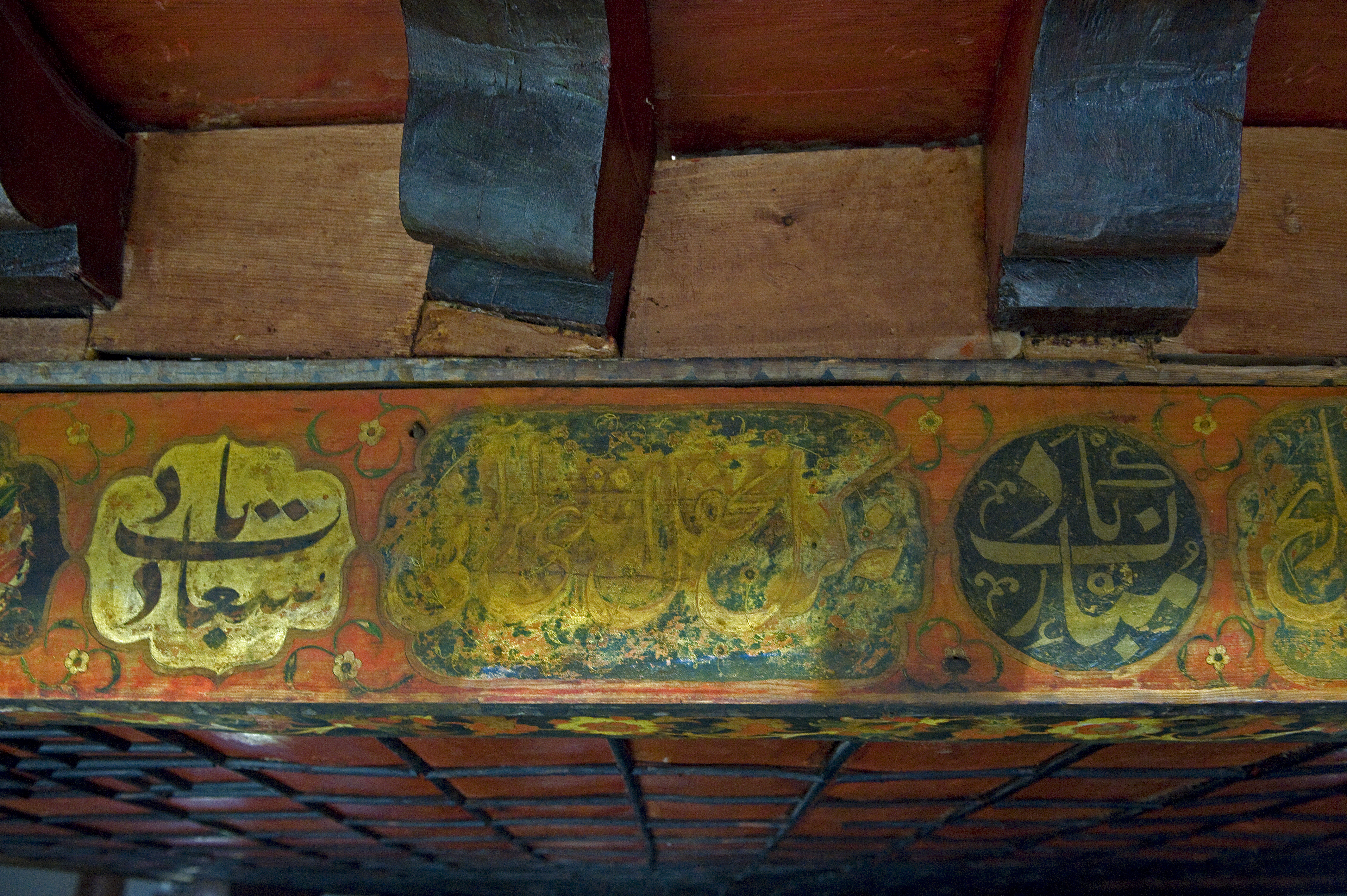
Zdobienia malarskie meczetu Eşrefoğlu  (2008)
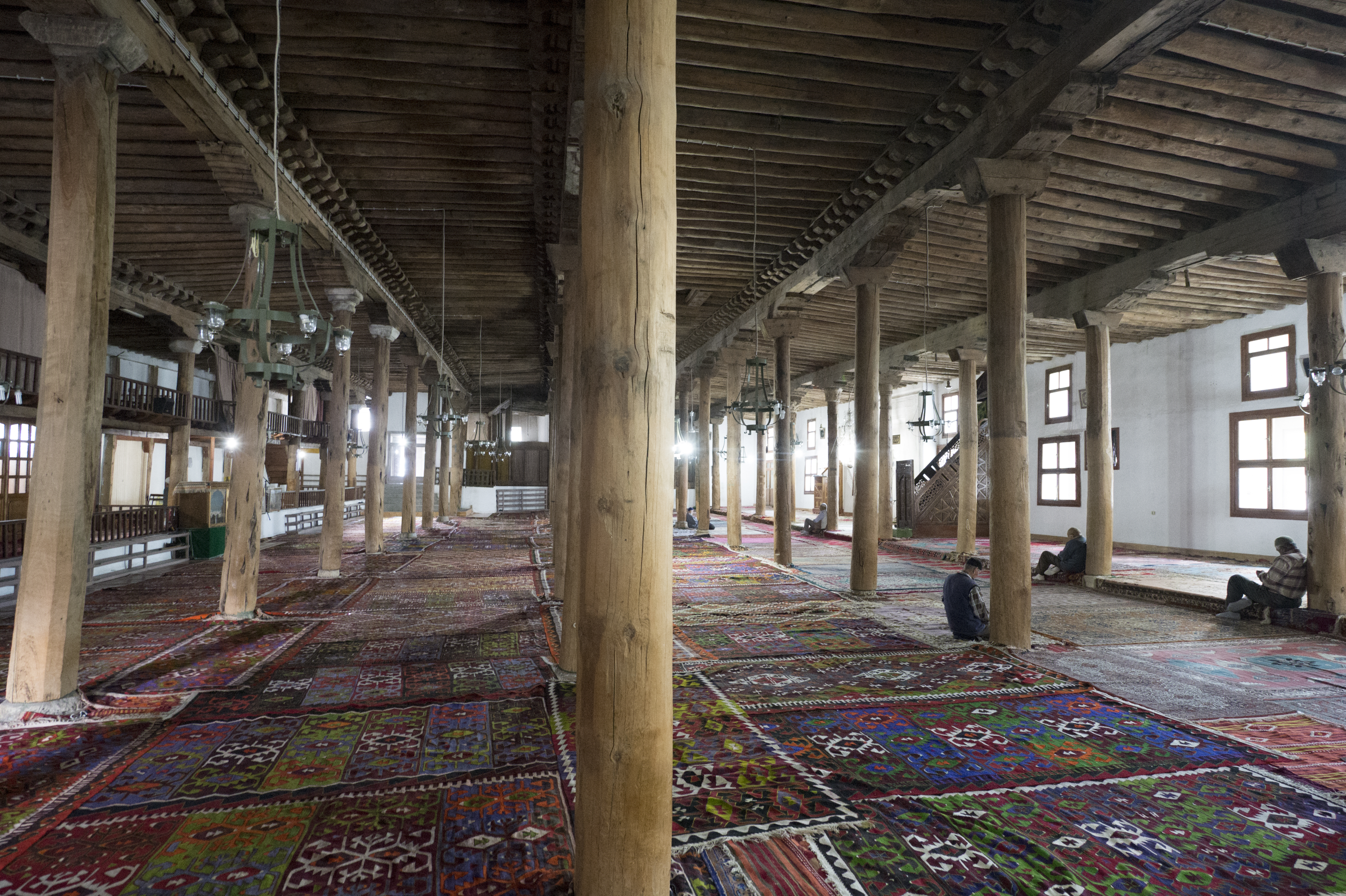
Wnętrze Wielkiego Meczetu w Sivrihisarze (2012)
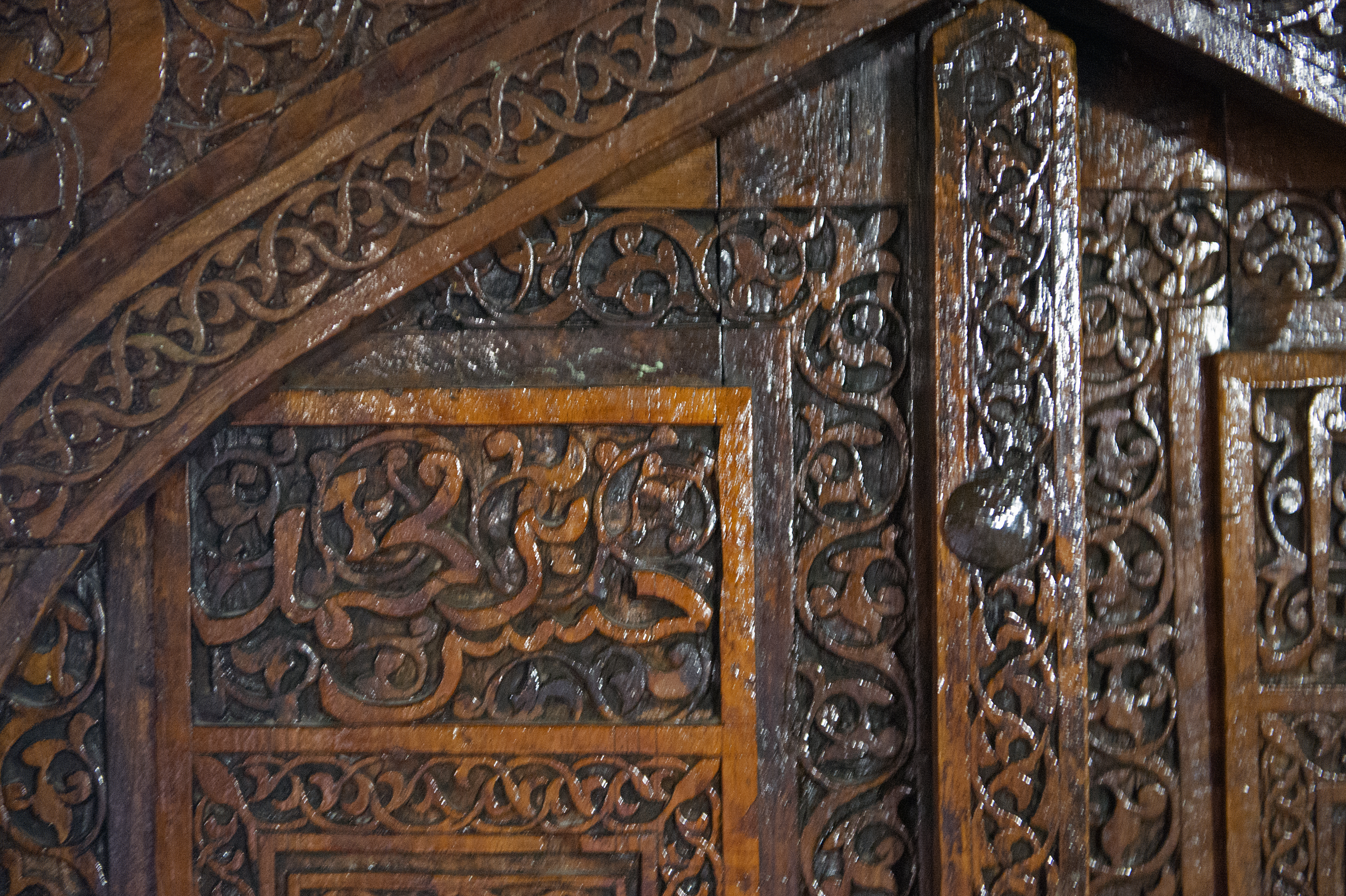
Wielki Meczet w Sivrihisarze – detale drewnianego minbaru (2012)
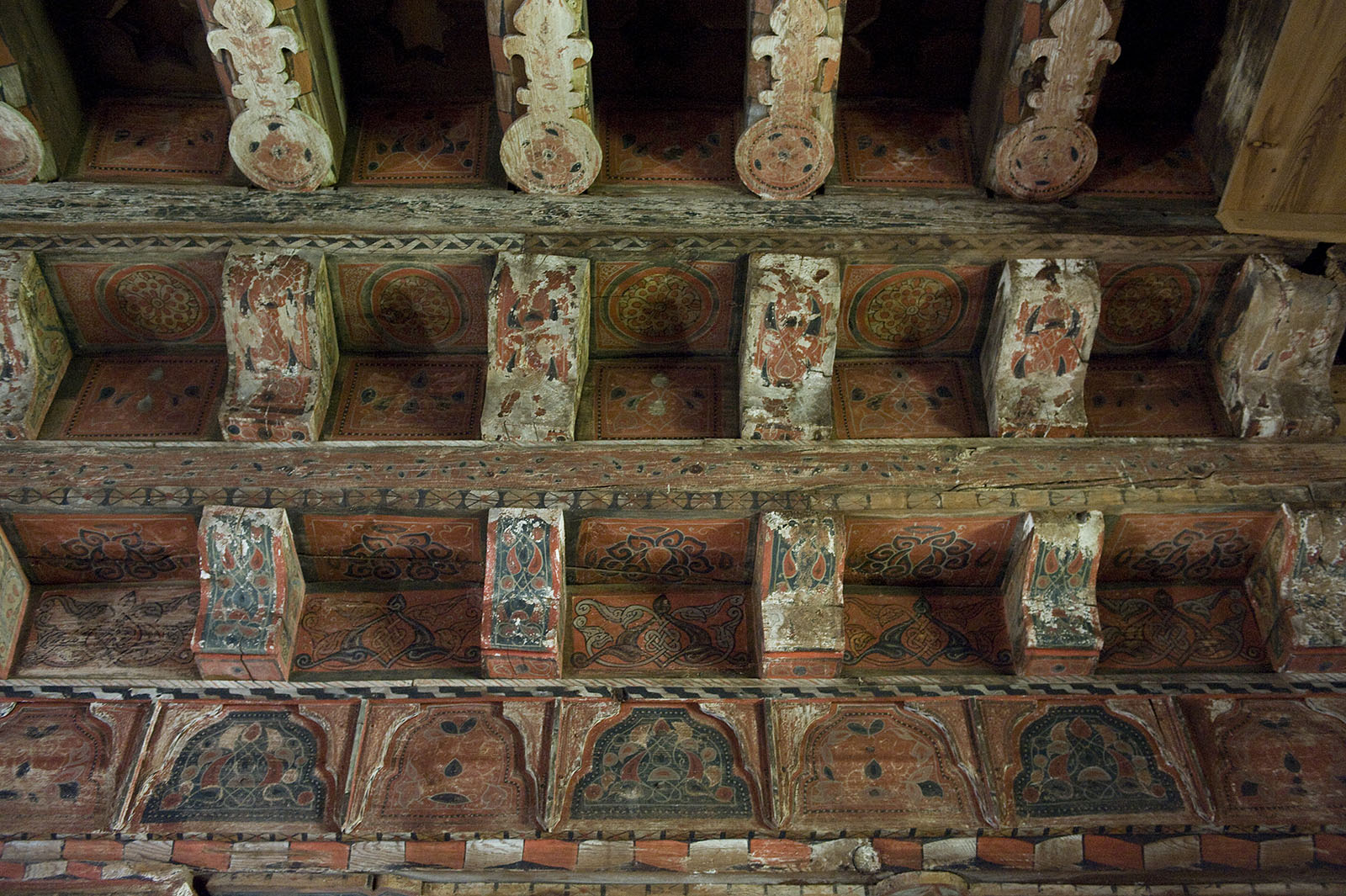
Meczet Mahmuda Beja – strop (2009)